# Gène rapporteur
Pour les articles homonymes, voir Rapporteur (homonymie).

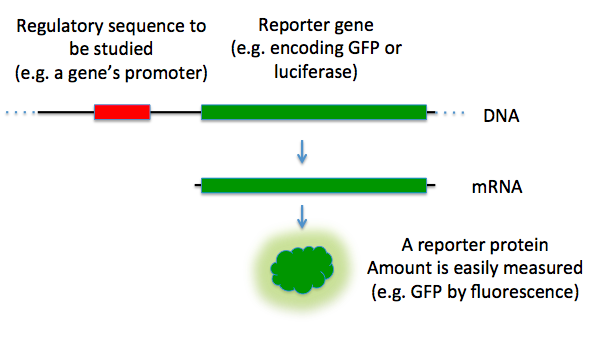
En rouge, le gène d'intérêt étudié ; en vert le gène rapporteur.

Un gène rapporteur est un gène dont le produit (protéine) possède une caractéristique lui permettant d'être observé en laboratoire (fluorescence, activité enzymatique détectable). Les gènes rapporteurs sont utilisés pour permettre de visualiser ou mesurer l'expression d'un gène d'intérêt, pour cela le gène rapporteur peut être fusionné au gène étudié, ou mis sous le contrôle du promoteur de ce dernier.

## Caractéristiques
Les gènes rapporteurs doivent obéir à 3 conditions :
- être étrangers au génome de l'organisme modifié afin que leur produit n'intervienne pas dans le métabolisme
- leur produit doit permettre une visualisation rapide et précise afin de déterminer dans quel tissu agit le gène modifié
- leur produit doit être quantifiable afin de mesurer l'activité du promoteur induisant la modification.

## Diversité
Les gènes rapporteurs peuvent être des gènes codant des protéines fluorescentes ou des enzymes dont l'action provoquera l'apparition d'un produit coloré.
- la bioluminescence avec la :
  - protéine fluorescente verte (green fluorescent protein en anglais ou GFP),
  - luciférase, émettant une lumière jaune
  - mCherry (rouge)
- l'activité enzymatique avec:
  - le gène GUS, codant une enzyme (la bêta-glucuronidase) qui colore en bleu les cellules où il est actif, mais il est létal
  - le gène lacZ codant la ß-galactosidase (LacZ) qui métabolise le X-gal faisant apparaître une coloration bleue.